# Virtus Bolonia
Virtus Pallacanestro Bolonia – włoski zawodowy klub koszykarski z siedzibą w Bolonii.

## Historia
W 1927 r. utworzono sekcję koszykarską wielosekcyjnego SEF Virtus. Na przestrzeni lat wywalczyła ona kilkanaście tytułów mistrza Włoch oraz dwukrotnie wygrać Euroligę. Najlepszym sezonem w historii był 2000/01, gdy pod wodzą Ettore Messiny Virtus zdobył mistrzostwo i Puchar Włoch, a także okazał się najlepszy w Eurolidze, sięgając tym samym po potrójną koronę. Na przełomie wieków zarówno na krajowym podwórku, jak i europejskim często dochodziło do pojedynków Virtusu z innym klubem z Bolonii – Fortitudo. W 2002 r. po wycofaniu się przez Kinder ze sponsorowania drużyny, Virtus miał problemy finansowe, co znacznie przyczyniło się do tego, że w sezonie 2002/03 opuścił Lega Basket A. W 2005 r. jednak ponownie do niej awansował.

### Skład w Pucharze Saporty 1990
Claudio Coldebella
Augusto Binelli
Micheal Ray Richardson
Michael Sylvestre
Roberto Brunamonti
Clemon Johnson
Lauro Bon
trener Ettore Messina

### Skład w Eurolidze 1997/98
John Amaechi
Augusto Binelli
Predrag Danilović
Antoine Rigaudeau
Zoran Savić (MVP)
Radoslav Nesterović
Alessandro Abbio
Alessandro Frosini
Claudio Crippa
Hugo Sconochini
trener Ettore Messina

### Skład w Eurolidze 2000/01
Manu Ginóbili (MVP)
Marko Jarić
Nikola Jestratijević
Antoine Rigaudeau
Fabrizio Sambrassa
David Andersen
Davide Bonora
Alessandro Abbio
Alessandro Frosini
Matjaž Smodiš
Rashard Griffith
trener Ettore Messina